# Lilla Kollsjön
Lilla Kollsjön är en sjö i Leksands kommun i Dalarna och ingår i Dalälvens huvudavrinningsområde. Sjön har en area på 0,321 kvadratkilometer och ligger 176,3 meter över havet. Sjön avvattnas av vattendraget Limån.

## Delavrinningsområde
Lilla Kollsjön ingår i det delavrinningsområde (674022-143889) som SMHI kallar för Utloppet av Lilla Kollsjön. Medelhöjden är 183 meter över havet och ytan är 1,8 kvadratkilometer. Räknas de 17 avrinningsområdena uppströms in blir den ackumulerade arean 122,15 kvadratkilometer. Limån som avvattnar avrinningsområdet har biflödesordning 2, vilket innebär att vattnet flödar genom totalt 2 vattendrag innan det når havet efter 306 kilometer. Avrinningsområdet består mestadels av skog (56 procent) och sankmarker (25 procent). Avrinningsområdet har 0,31 kvadratkilometer vattenytor vilket ger det en sjöprocent på 17,4 procent.